# Mariam Kakhelishvili
Mariam Kakhelishvili, (en georgiano: მარიამ კახელიშვილი); Nació el 9 de octubre de 1995 en Tskneti es una cantante georgiana.
Comenzó a cantar a la edad de 3 años. Su primera aparición fue a los 5 años, en donde recibió su primer premio después de haber impresionado al jurado con su alta y sutil voz.
A los 12 años viajó a Egipto, donde participó en "Junior Festival de la Canción Internacional" en el año 2007, donde también obtuvo un premio especial por su talento.
En el año 2008 participó en la final nacional para el Festival de Eurovisión Junior 2008 con la canción "Mom" y fue galardonada con el segundo premio. Bzikebi, El ganador del concurso de ese año, también ganó en la final del Festival.
El año 2010, Fue una de las participantes más jóvenes en Nichieri, (en georgiano: ნიჭიერი), donde absolutamente sorprendió al jurado profesional con su profundo conocimiento e interpretación de los famosos éxitos de Beyonce - "Listen", y de Whitney Houston - "I have nothing", que la posicionó en el tercer lugar del concurso.
El mismo año, se presentó en la selección nacional de la canción del Georgia donde ganó con la canción - Mari-Dari (en georgiano: მარი-დარი).
Representó a Georgia en el Festival de Eurovisión Junior 2010, en Minsk, Bielorrusia, donde demostró su poderosa voz, gran variedad y vigor, en donde terminó 4ª, con 109 puntos.